# Mytilus coruscus
Mytilus coruscus é uma espécie de molusco bivalve marinho filtrador pertencente à família Mytilidae com distribuição natural nas costas do Mar do Japão e da Península da Coreia. A espécie é explorada comercialmente na China e na Coreia, sendo objecto de importante mitilicultura.

## Distribuição e habitat
A espécie M. coruscus tem distribuição natural nas costas da região subtropical do Pacífico Ocidental, ocorrendo nas costas do Mar Amarelo e do Mar do Japão, ocorrendo para norte atá ao Golfo de Pedro, o Grande (em russo:  Залив Петра Великого).
Este mexilhão geralmente habita a parte superior da zona sublitoral. M. coruscus foi encontrado em destroços ao largo da ilha Vancouver (Vancouver Island), suspeitando-se que sejam restos de materiais arrastados para o mar pelo tsunami de Tōhoku (2011).